# 頓涅茨克市鎮
頓涅茨克市級市鎮（烏克蘭語：Донецька міська громада），是烏克蘭頓涅茨克州頓涅茨克區的一個市鎮，行政中心為頓涅茨克。由於俄烏戰爭的關係，這個市鎮尚未由烏克蘭方面實際控制。

## 居民點
該市鎮包括了兩個城市（頓涅茨克、莫斯皮諾）、四個鎮（霍爾巴切沃-米哈伊利夫卡、拉里諾、亞歷山德里夫卡、舊米哈伊利夫卡）、和8個村。